# Хели-Хатчинсон, Джон
Джон Хели-Хатчинсон, 2-й граф Дономор (англ. John Hely-Hutchinson, 2nd Earl of Donoughmore; 1757—1832) — генерал-лейтенант, англо-ирландский военный и политический деятель.
Родился в Дублине 15 мая 1757 года, сын Джона Хели-Хатчинсона и баронессы Дономор. Образование получил в Итоне, Оксфордском и Дублинском университетах.
В английскую военную службу вступил в 1774 году корнетом в 18-й драгунский полк, в 1776 году произведён в капитаны и переведён в 67-й пехотный полк, в котором в 1781 году произведён в майоры. Через два года Хатчинсон получил чин подполковника в 77-м пехотном полку. Одновременно с 1776 года Хатчинсон являлся членом парламента Ирландии, где зарекомендовал себя как яростный защитник ирландских католиков.
В 1793 году, Хатчинсон набрал на свои средства полк, сражался против ирландских бунтовщиков.
Во время кампании во Фландрии 1793 года Хатчинсон состоял адъютантом Ральфа Эберкромби и за отличие в следующем году, когда получил ранение, был произведён в полковники. В 1796 году стал генерал-майором.
В 1798 году он вновь сражался в Ирландии против бунтовщиков, в сражении при Каслбаре был помощником командующего. Принял большое участие в победе над высадавшимся в Ирландии французским корпусом генерала Юмбера при Баллинамаке. В следующем году он опять находился в делах с французами в Голландии.
Когда Наполеон Бонапарт отправился в Египет, англичане послали против него войска под начальством Аберкромби, Хатчинсон находился в этом войске и отличился в сражении при Александрии. После Абукирской битвы, в которой Эберкромби получил главное начальство над английскими войсками, прошёл с армией до Каира и был пожалован чином генерал-лейтенанта, званием пэра, орденом Бани и титулом барона Александрийского. После смерти Аберкромби Хатчинсон принял командование всеми британскими силами в Египте.
По заключении Амьенского мира, Хатчинсон возвратился в Англию, а в 1807 году был отправлен посланником в Россию и Пруссию, для побуждения этих держав к войне, но посольство его было безуспешным. Возвратясь в Англию, он, представляя Корк, занимался парламентскими делами, совершенно предался оппозиции, много боролся в пользу уравнивания прав католиков и протестантов. В 1811 году Хатчинсон был назначен почётным полковником-шефом 18-го королевского Ирландского пехотного полка.
В 1825 году после смерти холостого старшего брата генерал-лейтенанта Ричарда Хели-Хатчинсона стал 2-м графом и 3-м бароном Дономор.
Умер 29 июня 1832 года. Женат не был. Наследником его титулов (за исключением барона Александрийского) стал его племянник Джон.